# ホシレンコ
ホシレンコ (学名: Amamiichthys matsubarai) は、タイ科に分類される魚類の一種。ホシレンコ属 (学名: Amamiichthys) は単型。奄美大島、喜界島と沖縄本島近海の固有種。

## 分類と名称
ホシレンコ属は2015年に田中文也と岩槻幸雄によって記載され、その唯一の種は Cheimerius matsubarai であった。C. matsubarai は、1962年に赤崎正人によって記載され、タイプ産地は奄美大島の名瀬市沖であった。キダイ亜科に分類されることもあるが、『Fishes of the World』第5版ではタイ科に亜科を認めていない。従来スズキ目に分類されていたが、『Fishes of the World』第5版では、タイ目に分類されている。属名は「amami (奄美)」と「ichthys (魚)」を組み合わせたもので、タイプ産地に由来する。種小名は松原喜代松への献名。

## 分布と生息地
奄美大島南部と喜界島近海の固有種と考えられていたが、沖縄本島近海にも分布することが判明した。水深50 - 100 mの岩場に生息する。

## 形態
背鰭には12棘がある。最初の2本の棘は非常に短く、次の2本は糸状に伸びており、背鰭軟条は10本である。臀鰭は3棘と8軟条から成る。上下の顎の外側には小さな臼歯のような歯があり、内側にはさらに小さな臼歯のような歯がある。体色は桃色で、腹側に向かって銀色になる。体側面上部には小さな青い斑点があり、いくつかは隣接する斑点と重なる。標準体長は60 cm。

## 人との関わり
食用または娯楽として漁獲され、奄美では魚市場やスーパーなどで販売される。生息水深が深いため漁業の影響は少ないと考えられるが、その分布域は非常に狭いため、国際自然保護連合は危急種に指定している。